# Gornji Kosinj
Gornji Kosinj est une localité située en Croatie dans la municipalité de Perušić, près de Lika-Senj.

## Géographie
Elle est située à une altitude de 499 m, à 211 km de la capitale nationale, Zagreb.

## Données démographiques
Au recensement de 2011, la population totale de la ville était de 132 habitants.